# Егоровка (Запорожская область)
Егоровка (укр. Єгорівка) — село,
Новосёловский сельский совет,
Ореховский район,
Запорожская область,
Украина.
Код КОАТУУ — 2323985502. Население по переписи 2001 года составляло 226 человек.

## Географическое положение
Село Егоровка находится на правом берегу реки Жеребец,
выше по течению на расстоянии в 2 км расположено село Новосёловка,
ниже по течению на расстоянии в 0,5 км расположено село Омельник.
Через село проходит автомобильная дорога Т-0814.

## История
- 1919 год — дата основания.